# Ozero Bertsa
Ozero Bertsa (ryska: Озеро Берца) är en sjö i Belarus.   Den ligger i voblasten Vitsebsks voblast, i den norra delen av landet, 210 km norr om huvudstaden Minsk. Ozero Bertsa ligger 131 meter över havet. Arean är 0,26 kvadratkilometer. Den sträcker sig 0,9 kilometer i nord-sydlig riktning, och 0,8 kilometer i öst-västlig riktning.
I omgivningarna runt Ozero Bertsa växer i huvudsak blandskog. Runt Ozero Bertsa är det glesbefolkat, med 16 invånare per kvadratkilometer.